# Cosmesus flaveolus
Cosmesus flaveolus là một loài bọ cánh cứng trong họ Elateridae. Loài này được Kirsch miêu tả khoa học năm 1870.